# Ecatepec de Morelos kommun
Ecatepec de Morelos är en kommun i Mexiko. Den ligger i delstaten Mexiko, i den centrala delen av landet, precis nordost om huvudstaden Mexico City. Huvudorten i kommunen är Ecatepec de Morelos. Kommunen ingår i Mexico Citys storstadsområde och hade 1 656 107 invånare vid folkmätningen 2010.